# La tragedia di un uomo ridicolo
La tragedia di un uomo ridicolo is een Italiaanse dramafilm uit 1981 onder regie van Bernardo Bertolucci.

## Verhaal
De zoon van de directeur van een kaasfabriek wordt ontvoerd. De fabriek staat op het rand van een faillissement en daarom bekokstooft de directeur een plannetje om het losgeld te herinvesteren in zijn firma.

## Rolverdeling
| Acteur                 | Personage          |
| ---------------------- | ------------------ |
| Ugo Tognazzi           | Primo Spiaggiari   |
| Anouk Aimée            | Barbara Spiaggiari |
| Laura Morante          | Laura              |
| Victor Cavallo         | Adelfo             |
| Olimpia Carlisi        | Handkijkster       |
| Ricky Tognazzi         | Giovanni Spaggiari |
| Gianni Migliavacca     |                    |
| Margherita Chiari      | Meid               |
| Ennio Ferrari          |                    |
| Gaetano Ferrari        | Bewaker            |
| Franco Trevisi         |                    |
| Pietro Longari Ponzoni |                    |
| Vittorio Caprioli      | Commissaris        |
| Renato Salvatori       | Kolonel            |